# 弗朗
弗朗（法語：Frans，法語發音：[fʁɑ̃]）是法国东部安省的一个市镇，属于布雷斯地区布尔格区。

## 地理
弗朗（45°59'29"N, 4°46'26"E）面积7.98 平方千米，位于法国奥弗涅-罗讷-阿尔卑斯大区安省，该省份为法国东部省份，北起汝拉省，西北接索恩-卢瓦尔省，西接罗讷省和里昂大都会，南至伊泽尔省，东与萨瓦省、上萨瓦省和瑞士接壤。
与弗朗接壤的市镇（或旧市镇、城区）包括：福尔芒河畔阿尔斯、博尔加尔、沙兰、法兰、雅桑-里奥捷、米塞里约、圣厄费米。

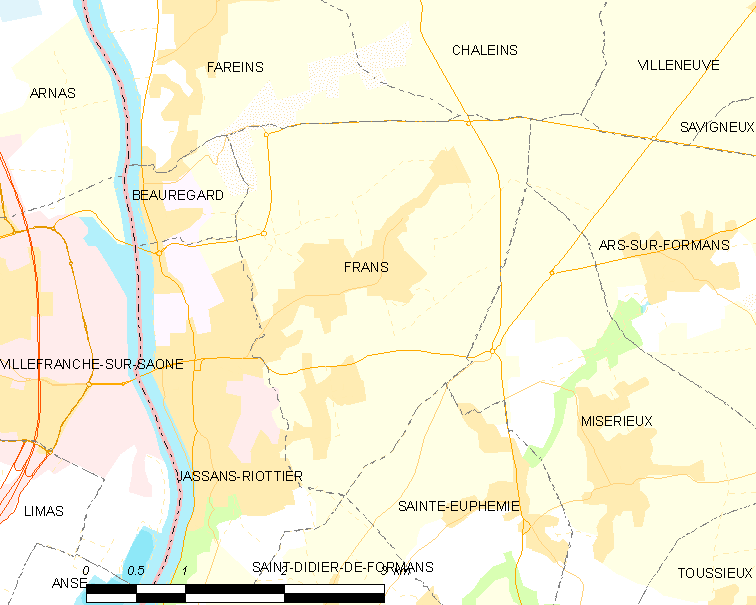
弗朗的OSM定位图

弗朗的时区为UTC+01:00、UTC+02:00（夏令时）。

## 行政
弗朗的邮政编码为01480，INSEE市镇编码为01166。

## 政治
弗朗所属的省级选区为特雷武县。

## 人口

1962-2008年间弗朗人口变化图示

弗朗于2022年1月1日时的人口数量为2547人。